# Stephen Neale

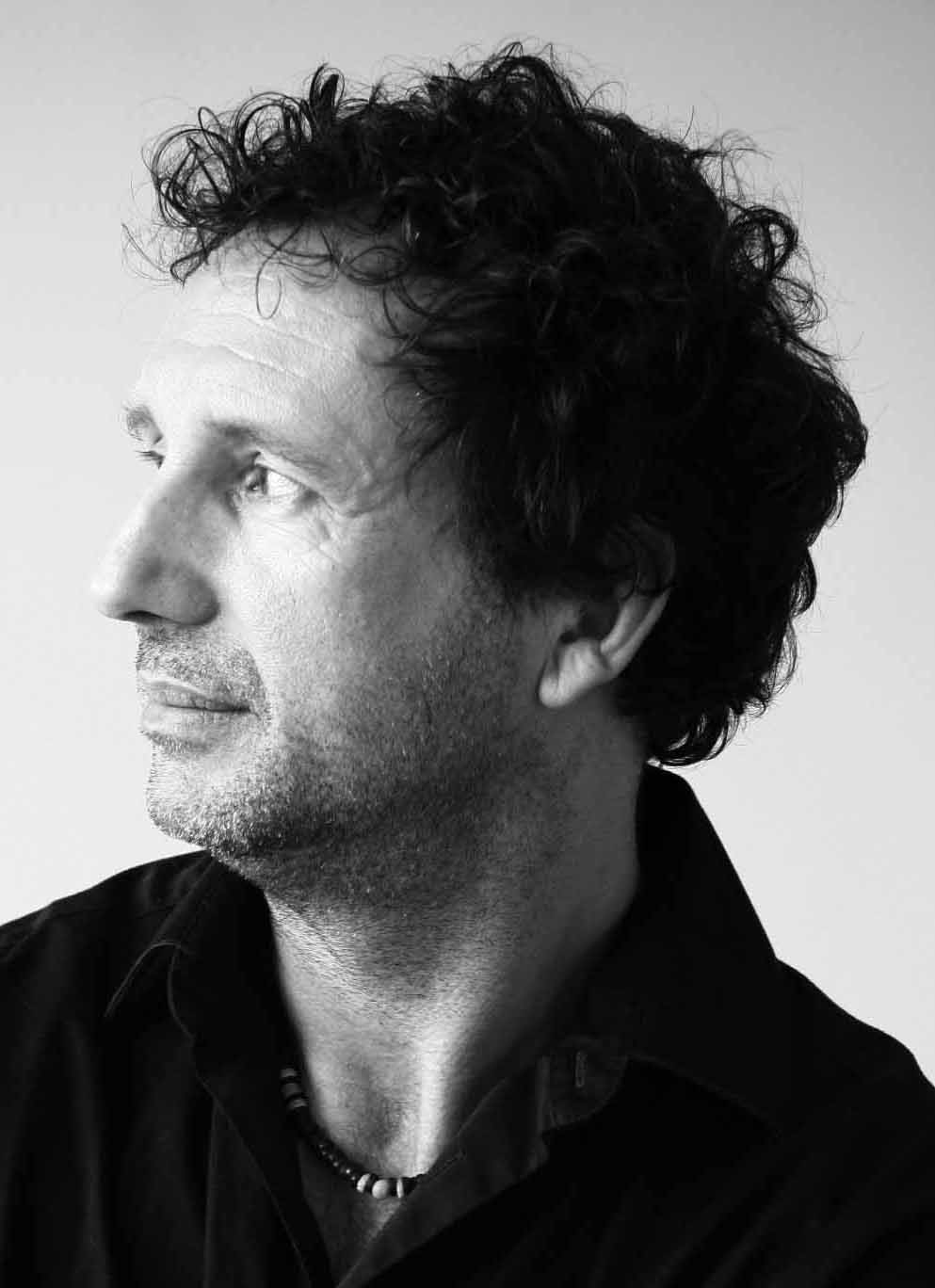
Stephen Neale

Stephen Roy Albert Neale es "Distinguished Professor of Philosophy and Kornblith Family Chair in Philosophy of Science and Value" en la Universidad de la Ciudad de Nueva York (CUNY) Graduate Center. Es un especialista en Filosofía del lenguaje, lingüística y lógica filosófica. Es “pragmático” en cuanto a la cuestión del papel del lenguaje en la expresión del pensamiento. Está también considerado como una de las autoridades más influyentes en cuanto a los argumentos y la Teoría de las Descripciones de Bertrand Russell. 

## Obra

### Tema
Los escritos de Neale's son primordialmente sobre filosofía del lenguaje, que él interpreta en sentido amplio para que interseccione de manera relevante con la lingüística significativa, la filosofía de la mente, la ciencia cognitiva, la lógica filosófica, la metafísica, la teoría de interpretación jurídica y la teoría literaria. El conjunto de su obra está formada por los problemas filosóficos sobre la interpretación, el contexto, la estructura y la representación.

### Resumen
Neale ha sido un defensor incondicional de la Teoría de las Descripciones de Russell y de la teoría del significado basada en la intención de Paul Grice. Su obra más influyente ha sido sobre indeterminación asociada con usos de las llamadas descripciones incompletas, un tema cuyo hilo se puede seguir a través de gran parte de su obra desde su libro de 1990 Descriptions a sus artículos de 2005 "This, That, and the Other" y "A Century Later". Es intencionalista y pragmático con respeto a la interpretación del discurso y la escritura (incluidos los textos legales), y en este punto su obra se basa firmemente en la tradición griceana. Aunque probablemente sea quineano en su actitud hacia la indeterminación en la esfera del significado, Neale es chomskiano en su actitud empírica hacia la sintaxis y la representación mental, y ciertos aspectos de la teoría sintáctica tienen peso en algunos de sus escritos. Una postura realista (en lugar de pragmática) sobre la verdad está presente en todos sus escritos, aunque Neale sea agnóstico sobre el valor explicativo de los hechos individuales al hablar de la verdad.

### Interpretación
Neale alega que los acercamientos tradicionales a la interpretación son defectuosos porque (1) fallan en conectar correctamente con la asimetría epistemológica de las situaciones en que se encuentran los productores y consumidores de lenguaje; (2) fallan por tanto en distinguir adecuadamente la cuestión metafísica sobre qué determina qué quiere decir un hablante o un escritor en un momento dado y la cuestión epistemológica de cómo se identifica ese significado en particular; (3) fallan en apreciar la severidad de restricciones en la formación de intenciones lingüísticas; (4) se dan fallos al apreciar las formas dominantes de indeterminación (tales como las examinadas por los pragmáticos y teóricos de la relevancia); (5) hay fallos a la hora de reconocer que la verdadera indeterminación del tipo asociado con lo que hablantes y escritores insinúan también puede afectar lo que dicen (por ejemplo, cuando usan descripciones determinadas incompletas); (6) se confía de forma inapropiada en las nociones formales del contexto que derivan de lógicas catalogadoras; (7) hay fe injustificada en las nociones transcendentes de “lo que se dice”, “lo que se insinúa” y “a lo que se refiere”; y (8) en general se subestima bastante el papel que la semántica composicional tradicional puede jugar en las explicaciones de cómo los humanos usan el lenguaje para representar el mundo y comunicarse. Todo esto coloca a Neale en desacuerdo con los relativistas y los posestructuralistas en ciertos aspectos y con la semántica formal en otros.

### Influencias
Las influencias más importantes en la obra de Neale son: J. L. Austin, Noam Chomsky, Donald Davidson, Gareth Evans, Jerry Fodor, Kurt Gödel, Paul Grice, Saul Kripke, John Perry, W. V. Quine, Bertrand Russell, Dan Sperber y Deirdre Wilson. Entre los filósofos del lenguaje que han escrito sus disertaciones doctorales bajo la supervisión de Neale se cuentan Herman Cappelen (University of Oslo), Josh Dever (University of Texas, Austin), Eli Dresner (Tel Aviv University) y Angel Pinillos (Arizona State University)

## Información académica
Previamente fue profesor de filosofía en la Universidad Rutgers, Nueva Jersey (1999-2007), profesor de filosofía en Universidad de California, Berkeley (1990-1999), profesor de filosofía en Birkbeck College, Universidad de Londres (1996-1997) y profesor asistente de filosofía en Princeton University (1988-1990). Obtuvo su doctorado en filosofía en Stanford University (1988), donde trabajó bajo la supervisión de John Perry. Fue premiado con una beca Guggenheim (2002), una Beca del National Endowment for the Humanities (1998), una beca de académico residente de Rockefeller Foundation (1995) y fue profesor visitante, residente y becado en muchas otras instituciones que incluyeron Stanford University, Oxford University, Universidad de Londres, Universidad de Oslo, Universidad de Estocolmo y Universidad de Islandia.